# Чемпіонат України з легкої атлетики в приміщенні серед юнаків 2021
Чемпіонат України з легкої атлетики в приміщенні серед юнаків 2021 був проведений 6-8 лютого в легкоатлетичному манежі Сумського державного університету.
Медалі були розіграні серед спортсменів віком до 18 років.
На чемпіонаті киянка Антоніна Терещенко встановила новий національний рекорд у приміщенні зі стрибків з жердиною (4,01) для юнацької вікової категорії до 16 років.

## Чемпіони
| 60 метрів                       | Олексій Поліщук Черкаська область                                              | 6,96 PB                              | Діана Гончаренко Сумська область                                         | 7,70        |
| 200 метрів                      | Данило Полковников Донецька область                                            | 22,65                                | Євгенія Близнецова Харківська область                                    | 25,28 PB    |
| 400 метрів                      | Данило Полковников Донецька область                                            | 50,35 PB                             | Надія Стецюк Київська область                                            | 57,26       |
| 800 метрів                      | Владислав Хоменський Вінницька область                                         | 2.03,04 SB                           | Юлія Уніч Рівненська область                                             | 2.13,63 SB  |
| 1500 метрів                     | Артем Ляшенко Дніпропетровська область                                         | 4.21,20                              | Марія Козлюк Рівненська область                                          | 4.37,25     |
| 3000 метрів                     | Василь Несміянов Донецька область                                              | 9.08,61 PB                           | Юлія Петрик Волинська область                                            | 10.10,61    |
| 60 метрів з бар'єрами (76,2 см) |                                                                                | Софія Чумак Дніпропетровська область | 8,88 PB                                                                  |             |
| 60 метрів з бар'єрами (91,4 см) | Кирило Лампицький Житомирська область                                          | 8,22                                 |                                                                          |             |
| 2000 метрів з перешкодами       | Андрій Тінкован Миколаївська область                                           | 6.16,94 PB                           | Дар'я Дубенець Донецька область                                          | 7.12,22 PB  |
| 100+200+300+400 метрів          | Донецька область Дмитро Бочко Владислав Резун Єгор Баранник Данило Полковников | 2.03,13                              | Київська область Яна Басай Юлія Мацькевич Катерина Сазонова Надія Стецюк | 2.17,91     |
| Ходьба 3000 метрів              |                                                                                | Валерія Шоломіцька Волинська область | 13.29,11 PB                                                              |             |
| Ходьба 5000 метрів              | Едуард Кравченко Сумська область                                               | 23.30,61 PB                          |                                                                          |             |
| Стрибки у висоту                | Богдан Зміївський Харківська область                                           | 2,06                                 | Марія Ковтунова Донецька область                                         | 1,79 PB     |
| Стрибки з жердиною              | Ілля Бобровник Київ                                                            | 4,80                                 | Антоніна Терещенко Київ                                                  | 4,01 NIU16R |
| Стрибки у довжину               | Віктор Яненко Одеська область                                                  | 6,72                                 | Олександра Нестеренко Полтавська область                                 | 5,99 PB     |
| Потрійний стрибок               | Віктор Яненко Одеська область                                                  | 14,29 PB                             | Олександра Чернуха Хмельницька область                                   | 12,57       |
| Штовхання ядра (3 кг)           |                                                                                | Дар'я Козачок Житомирська область    | 15,25 PB                                                                 |             |
| Штовхання ядра (5 кг)           | Максим Лебедюк Вінницька область                                               | 15,80 PB                             |                                                                          |             |
| П'ятиборство                    |                                                                                | Маргарита Бойко Харківська область   | 3448                                                                     |             |
| Семиборство                     | Данило Дубина Дніпропетровська область                                         | 4389                                 |                                                                          |             |